# شورای خلقیدون
شورای خلقیدون یا شورای کلسدون یا جدال مونوفیزیت که در واقع چهارمین شورای جهانی کلیسا به شمار می‌رود، در اکتبر سال ۴۵۱ میلادی در شهر خلقیدون برگزار شد.

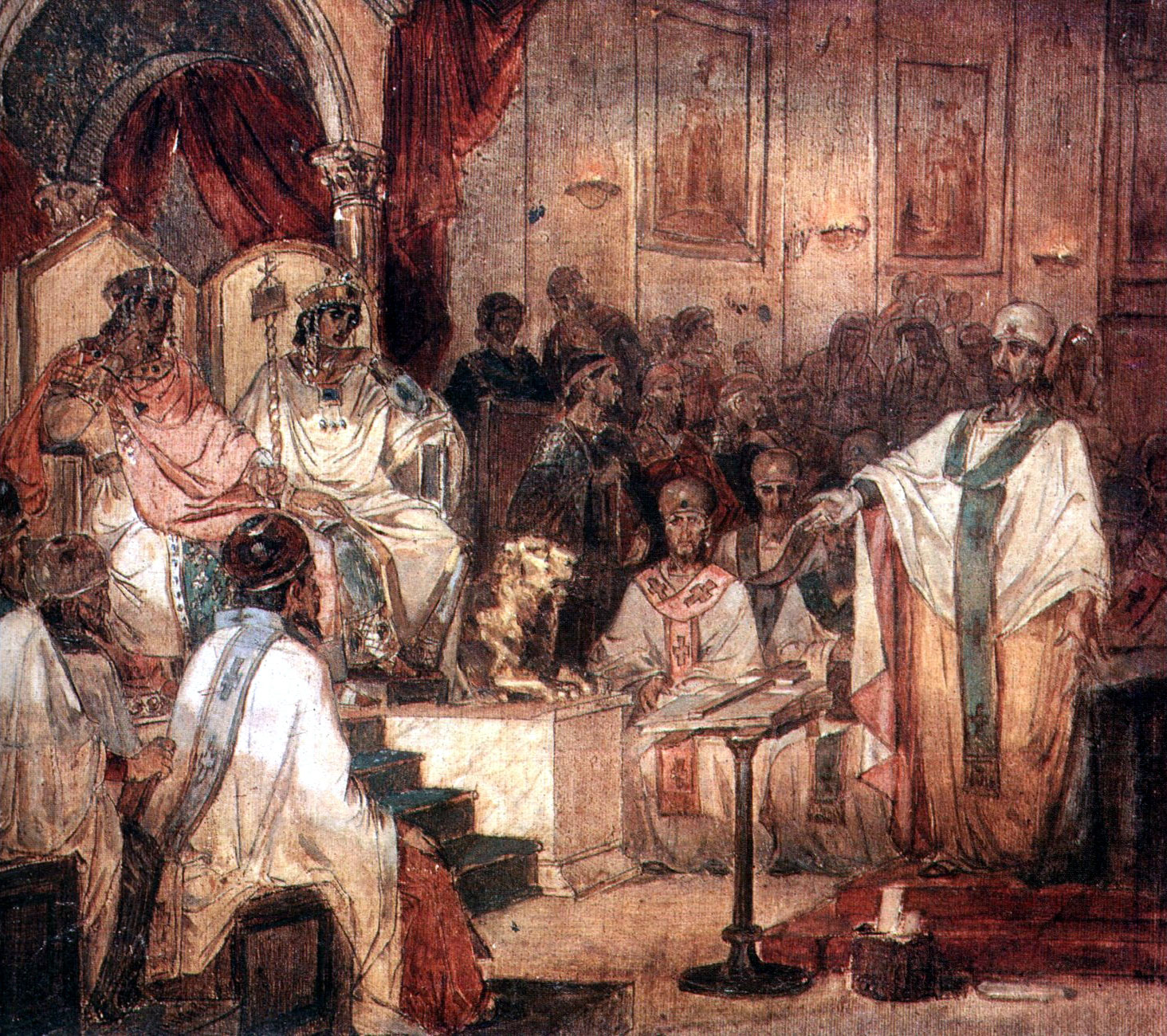
شورای خلقیدون اثر واسیلی سوریکوف

## علت برپایی شورا
شورای خلقیدون به منظور رسیدگی به مشکل ائوتوخس شکل گرفت. ائوتوخس که در یک دیر در کنستانتینوپل صاحب مقام بود، عقیده داشت که پس از تجسم عیسوی، دو ذات انسانی و الهی عیسی مسیح در ذات الهی او ادغام شدند. این عقیده در واقع به معنای نفی انسانیت عیسی مسیح بود.
مسئله رابطه ابدی پدر و پسر در شورای نیقیه منجر به ظهور اختلافاتی در زمینه ارتباط بین بُعد انسانی و بعد الهی عیسی مسیح شد. الهیدانان مسیحی، قائل به دو بُعد عیسی بودند: بُعد الهی و بُعد انسانی. بخشی از الهیدانان که در ارتباط با اسکندریه مصر بودند، بُعد الهی مسیح را پررنگ تر می‌دیدند و الهیدان‌هایی که با انطاکیه مرتبط بودند بر جنبه انسانی عیسی تاکید بیشتری داشتند.
گروهی چنان بر جنبه خدایی مسیح تاکید داشتند که جنبه انسانی او نادیده گرفته می‌شد. ائوتوخس جزء این دسته بود. وی بر این گمان بود که پس از تجسم عیسوی، دو جنبه انسانی و الهی مسیح در بُعد الهی او ادغام گردیدند. به این ترتیب جنبه انسانی مسیح نفی می‌شد.
امپراتور مارسیان برای رسیدگی به این مسئله دستور تشکیل شورای خلقیدون را صادر کرد. این شورا، نظریات ائوتوخس را رد کرده و مبانی اعتقادی خود را به صراحت اعلام نمود.

## اعتقادنامه شورا
شورای خلقیدون، اعتقادنامه خود را به این صورت بیان نمود:
عیسی مسیح در الوهیت و انسانیت کامل است، به این معنا که وی حقیقتاً انسان و در ضمن حقیقتاً خداست. عیسی مسیح دارای جسم و جان است. عیسی مسیح در مقام الهی، ذات خداست و در مقام انسانی، ذات انسان‌ها. وی یک انسان همانند ماست، اما بی گناه و معصوم است. او دارای دو جنبه الهی و انسانی است که آمیزش ناپذیر هستند. این جنبه‌ها هیچگاه از هم جدا نشده و تغییرناپذیرند. جنبه‌های الهی و انسانی دارای ویژگی‌های منحصر به فردی هستند که در عین اتحاد این جنبه‌ها، وجوه تمایز خود را حفظ می‌کنند.

## مقابله با بدعت‌ها
برون ده شورای خلقیدون در واقع مقابله با چهار بدعت موجود بود.
- برخلاف نظر آریوس، عیسی مسیح دارای الوهیت حقیقی بود.
- برخلاف نظریه آپولیناریوس، عیسی مسیح دارای انسانیت کامل یود.
- برخلاف نظریه ائوتوخس، جنبه‌های الهی و انسانی مسیح با هم ادغام نمی‌شوند.
- برخلاف نظریه نستوریوس، جنبه‌های الهی و انسانی مسیح به طور جدایی ناپذیری در یک شخصیت واحد متحد و همراه هستند.

پس از این شورا ائوتوخس از مقام خود برکنار گردید.
در غرب این اعتقادنامه به سرعت پذیرفته شد. با این حال در شرق چندان مورد اقبال واقع نشد. کلیسای مصر و برخی نواحی دیگر این اعتقادنامه را قبول نکردند.
(بعضی فرقه‌های معتقد به سه‌گانه‌ناباوری، ترمیم‌گرایی و ناباور به مسیحیت نیقیه نشان داده نشده‌اند)